# Eli Kohen (ur. 1949)
Eli Kohen (hebr.: אלי כהן, ang.: Eli Cohen, ur. 29 maja 1949 w Jerozolimie) – izraelski polityk, w latach 2002–2003 poseł do Knesetu z listy Likudu.
W wyborach parlamentarnych w 1999 startował bez powodzenia do izraelskiego parlamentu z list prawicowego Likudu. W lutym 2002 zastąpił jednak Jehoszuę Maca i przez rok pełnił funkcję posła.